# Slobodni
Slobodni, hrvatski dokumentarni film iz 2015. godine redatelja Tomislava Žaje. Snimljen je u produkciji Gral Filma, u boji, aspekta 16:9 HD. Film prati put u slobodu skupine osoba s intelektualnim teškoćama koji su zatvoreni u hrvatskim ustanovama.